# Palazzo delle Poste (Taranto)
Il Palazzo delle Poste e dei Telegrafi di Taranto è la sede centrale delle Poste italiane nel Borgo Nuovo della città. Fu costruito sul suolo acquistato nel 1935 dal re Vittorio Emanuele III di Savoia (come risulta dal contratto registrato dall'allora Ministero delle Comunicazioni), e fu completato nel 1937 su progetto dell'architetto Cesare Bazzani.
Il palazzo è alto 23 metri, ma con la torre laterale rispetto al prospetto principale si eleva di altri 17 metri.
Pur avendo solo quattro piani, ha le dimensioni notevoli tipiche dell'architettura dell'epoca fascista, pensate appositamente per conferirgli una marcata monumentalità e consentirgli di essere visibile anche dal mar Grande.
I prospetti esterni sono rivestiti fino al primo piano in pietra calcarea di Trani e mazzaro, e per la restante altezza da intonaco speciale e pietra artificiale. Sulla facciata principale ci sono sei colonne di ordine ionico intervallate da ampie vetrate, sovrastate ognuna da statue che impersonano le scienze e le arti, nonché rappresentazioni di aquile.
All'interno del palazzo si apre al piano terra un grande atrio arricchito da marmi pregiati, a disposizione dell'utenza postale, la cui illuminazione era in origine affidata a punti luce alloggiati in appositi candelieri. Al di sopra degli sportelli postali si può osservare la riproduzione di una stampa raffigurante la Taranto antica.